# Mercier (Fahrrad)

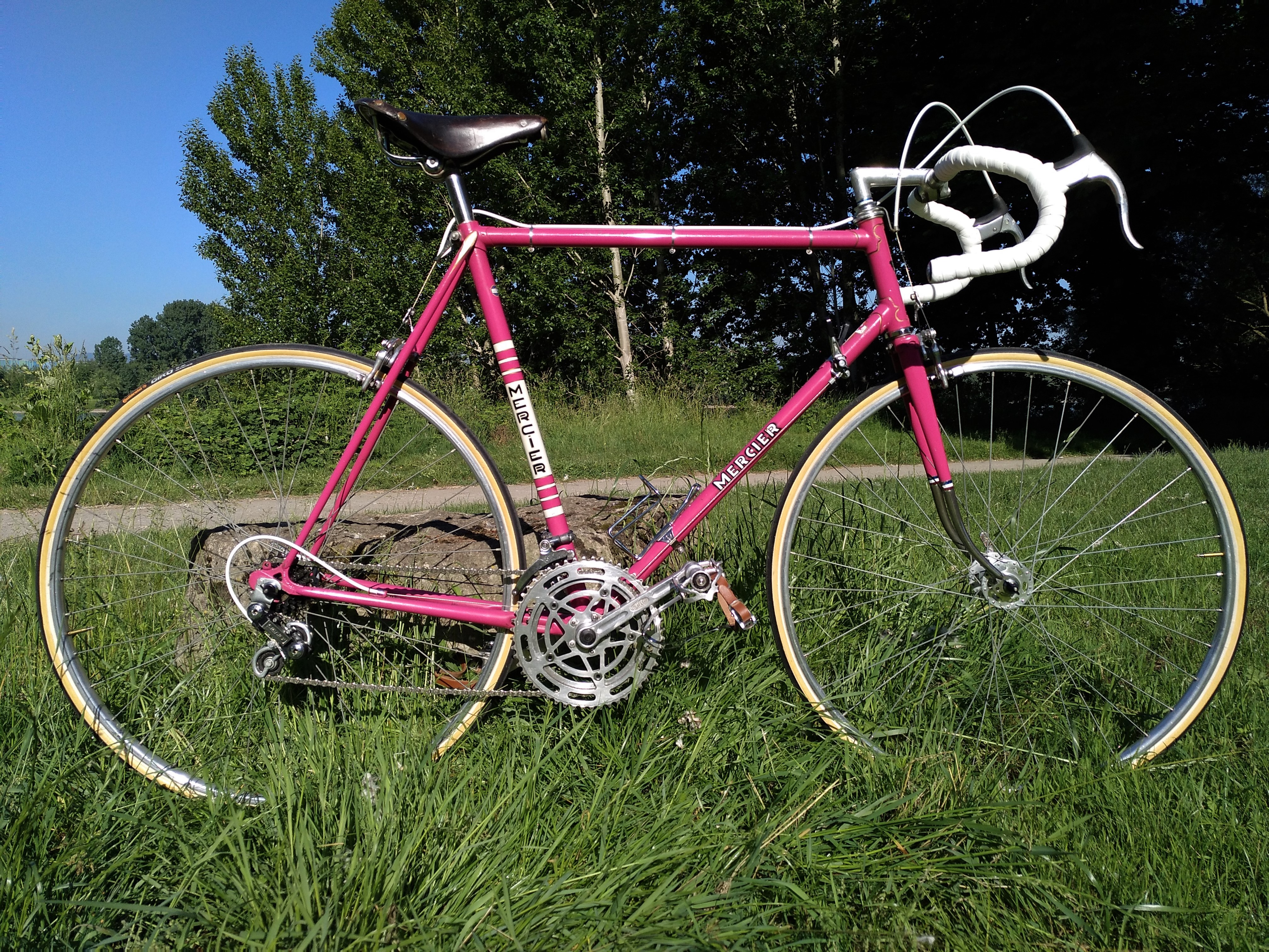
Mercier Rennrad aus den 1970er Jahren im typischen Mercier-Pink

Mercier war ein französischer Hersteller von Fahrrädern aus Saint-Etienne in Frankreich. Das Unternehmen wurde 1920 von Emile Mercier (1893–1973) gegründet, das ab 1924 Fahrradrahmen produzierte und erst ab 1930 komplette Fahrräder. Die Montage erfolgte in Andrézieux-Bouthéon. Die Firma wurde im Radrennsport besonders durch Raymond Poulidor bekannt, der Mercier-Räder fuhr. Ende der 1980er stellte die Firma ihre Produktion ein.
Mercier wurde in den 1930er Jahren gegründet und stellte Fahrräder in einer weiten Qualitätsspanne her, ähnlich dem Konkurrenten Peugeot. In den 1970er Jahren war Mercier der Hauptkonkurrent von Peugeot; doch während Peugeot einheitliches Material verwendete (Reynolds-Rohre, Simplex-Schaltwerke, CLB), verbaute Mercier verschiedene Rohre und Komponenten. Bekannt wurden die Rennradmodelle „Service des Courses“ aus Reynolds- oder Columbus-Rohren. Später bot die Firma auch Aluminium- und Kohlenstofffaser-Modelle an, die von Vitus produziert wurden.
Im Jahr 1975 erreichte Mercier nach einer Umstellung auf ein Franchise-System nach dem Vorbild von Peugeot und Gitane mit 150.000 verkauften Rädern den Höchststand in der Firmengeschichte. In den 80er-Jahren geriet Mercier wie die übrigen französischen Radhersteller aufgrund der Änderungen der Verbrauchergewohnheiten und der ausländischen Konkurrenz in Schwierigkeiten, worauf es 1986 Insolvenz anmelden musste und die Produktion einstellte.
Die heute unter dem Label „Mercier“ vertriebenen Räder stammen aus der Produktion in Südostasien und haben nichts mehr mit dem französischen Hersteller zu tun.
Zwischen 1935 und 1984 unterhielt Mercier ein professionelles Radsportteam. Neben Poulidor fuhr auch Joop Zoetemelk ein „Formula One“-Frameset mit einem „Aero Vitus“-Tube-Set.